# Ioaș (Iuda)

Iuda în timpul lui Ioaș

Ioaș (יהואש המלך) ("Iehova-dat"), a fost un rege al Iudei, fiul lui Ohozia și al Țibiei, din Beer-Șeba. El a domnit între 837 î.Hr. - 800 î.Hr. (Albright), 835 î.Hr. - 796 î.Hr. (Thiele) sau 842 î.Hr. - 802 î.Hr. (Galil), domnind astfel 40 de ani.

## Domnie
Ioaș a fost scăpat - pe când era nou-născut - de la moarte de către sora sa mai mare Ioșeba și de către preotul Iehoiada; pentru că Atalia, bunica lui Ioaș, pusese stăpânire pe tron și elimina potențialii pretendenți. Când a ajuns la vârsta de șapte ani, Ioaș, ajutat de preotul Iehoiada, a ucis pe Atalia și pe aliații ei, el devenind rege peste Iuda (IV Regi 11:2-21).
Când a devenit major, Ioaș a fost nevoit să-și apere țara de sirieni, conduși de regele Hazael. După ce a cucerit cetatea Gat, Hazael a pornit spre Ierusalim. Ioaș a scăpat doar plătind un tribut mare sirienilor (IV Regi 12:17-19).
Ioaș a murit asasinat de către slugile sale Iozacar, fiul lui Șimeat și Iozabad, fiul lui Șomer la Milo, spre Sela. El a fost îngropat în cripta strămoșilor săi, iar peste Iuda s-a ridicat rege Amasia, fiul lui Ioaș (IV Regi 12:20-21).
Biblia relatează că preotul de la templu Iehoiada, care a trăit 130 de ani a fost o influență bună asupra lui Ioas.

## Legaturi Externe
- [nefuncțională]

1. 1 2  1, Cartea a doua Paralipomena
2. ↑  IeSBE / Ioas[*] Verificați valoarea |titlelink= (ajutor)
3. ↑  2, Cartea a patra a Regilor
4. ↑  BIeAN / Ioas[*] Verificați valoarea |titlelink= (ajutor)
5. ↑  21, Cartea a patra a Regilor